# Ericydnus dzhanokmenae
Ericydnus dzhanokmenae är en stekelart som beskrevs av Sharkov 1986. Ericydnus dzhanokmenae ingår i släktet Ericydnus och familjen sköldlussteklar. Inga underarter finns listade i Catalogue of Life.